# Heliport Ikerasaarsuk

i8
i11
i13
Der Heliport Ikerasaarsuk (ICAO-Code: BGIK) ist ein Hubschrauberlandeplatz in Ikerasaarsuk im westlichen Grönland. Da er kein Abfertigungsgebäude besitzt, wird der Heliport auch als Helistop bezeichnet.

## Lage und Ausstattung
Der Heliport liegt etwas östlich des Dorfs, liegt auf einer Höhe von 165 Fuß und hat eine mit Schotter bedeckte kreisrunde Landefläche mit einem Durchmesser von 30 m.

## Fluggesellschaften und Ziele
Der Heliport wird von Air Greenland bedient, welche saisonale regelmäßige Flüge zum Heliport Kangaatsiaq und zum Heliport Iginniarfik anbietet. Von dort aus kann der Flughafen Aasiaat erreicht werden.